# 도나도나
〈도나도나〉(이디시어: דאַנאַ דאַנאַ 다나 다나, 영어: Dona Dona)는 도살되는 송아지를 이야기하는 노래이다. 원곡은 샬롬 세쿤다와 아론 제이틀린이 이디시어로 만들었다. 이디시어로는 도스 케이블(דאַנאַ דאַנאַ, 송아지)라는 제목으로도 불렸다.
원곡은 1941년 무렵 만들어졌으나 널리 알려지지는 않았다. 1960년대 존 바에즈가 커버하여 부르기 시작하면서 세계적으로 널리 알려지게 되었다. 베트남 전쟁 기간 동안 존 바예즈의 노래들은 반전 음악으로 인식되었고 도나도나 역시 그 가운데 하나로서 불렸다. 1975년 박정희는 다른 여러 저항 가요와 함께 도나도나를 금지곡으로 지정하였다. 박정희 시기의 금지곡들은 1987년 6월 민주 항쟁 이후에야 해금되었다.

## 역사
〈도나도나〉는 아론 제이틀린이 에스테르케 프로덕션에서 1940-41년 사이 작사하였다. 작곡자는 샬롬 세쿤다이다. 원곡은 온라인의 이디시 극장 디지털 기록관에서 확인할 수 있다. 원곡의 가사는 이디시어로 타이핑되었고 피아노 악곡 원보에는 손글씨로 적혀 있다. 첫 악보는 이디시어를 사용하였지만 히브리 문자가 아니라 독일어에서 사용하는 로마자로 표기 되었다. 당시에 이미 이디시어 학술원이 활동하고 있었으나 이디시어 학술원이 제시한 히브리 문자 표준이 아직 널리 사용되지 않았기 때문에 많은 이디시어 노래들이 이와 같은 형태로 쓰였다.
에스테르케 프로덕션의 첫 녹음 당시 노래는 2⁄4 박자 사장조로 편곡되었으며 표제는 〈다나다나〉로 쓰여 있었다. 남녀 한 명이 듀엣으로 노래하였고 이디시어 가사는 로마자를 이용하여 적혀 있었다. 악보는 빠르기를 안단티노(이탈리아어: andantino, 조금 느리게)로 지정하였고 곡의 느낌은 셈프레 스타카토(sempre staccato, 언제나 딱딱 끊어서)로 연주하도록 지시되어 있었다. 도입부 선율을 곡의 끝에서 반복하였다. 후렴은 조금 더 빠르게 연주하도록 피우 모소(piu mosso, 조금 더 빠르게)가 지시되었다. 세쿤다는 첫 네 소절을 여자가 다음 네 소절을 남자가 부르게 한 뒤 반복 소절은 합창하도록 하였다. 여흥구인 "다나다나"는 남성이 저음 화음을 넣었다.
작사자 아론 제이틀린은 1939년 이디시 문화를 소개하기 위해 뉴욕을 방문 한 뒤 제2차 세계 대전이 일어나 폴란드로 돌아갈 수 없었다. 제이틀린은 점점 커져가는 나치즘의 반유대 선전에 대한 우려로 이 노래를 작사하였다. 그가 작사를 할 시점엔 아직 홀로코스트가 일어나진 않았지만, 제2차 세계 대전 동안 폴란드에 있던 그의 가족들은 결국 홀로코스트에 희생되었다.
"다나다나"와 같은 별 다른 의미 없는 여흥구는 당시 폴란드 민속 음악에서 흔히 사용하는 것이었다. 작사자인 제이틀린은 1939년 미국으로 이민하기 전까지 생의 대부분을 폴란드에서 살았다. 2009년 히브리어 신문인 《하레츠》는 ""다나다나"를 폴란드에서 무거운 짐을 실은 마차를 몰 때 "이랴 이랴" 정도의 의미로 사용하였다고 소개하였다. 혹은 독일 지방 야경꾼이 사용하던 속어로 짐마차를 의미하였던 낱말인 "다나"가 사용된 것이거나, 터키어의 젖을 갖 땐 송아지를 가리키는 "다나"를 의미할 수도 있다. 작사자는 여흥구의 의미를 특별히 밝히지는 않았다.
1956년 미국의 민속 음악 편곡자 아서 케베스가 영어로 번역하여 〈도나도나〉를 소개하였다. 아서 케베스는 《독일 민요》를 집필하고 많은 민요를 영어로 번역한 음악가였다. 같은 해 스웨덴의 음악 그룹 올라 앤 더 쟁글러스(Ola & the Janglers)가 코데쉬와 슈바르츠가 영어로 번역한 버전의 가사로 노래하였다. 그러나 록 계열의 밴드였던 올라 앤 쟁글러스는 포크 음악 계에서는 그다지 알려지지 않은 그룹이어서 큰 반향을 이끌지 못하였다.
1960년대 초 존 바에즈가 〈도나도나〉를 저항 가요의 일환으로 부르기 시작하면서 영어권을 넘어 전 세계적으로 노래가 알려지기 시작하였다. 이후 프랑스어를 비롯한 여러 언어로 번역되어 불리기 시작하였다.
2010년 개정 교육과정에 따른 금성출판사의 중학교 음악 교과서에 수록된 바 있다.

## 가사
- 이디시어 원문

,אױפֿן פֿורל ליגט דאָס קעלבל

.יגט געבונדן מיט אַ שטריק

,הױך אין הימל פֿליט דאָס שװעלבל

.פֿרייט זיך, דרייט זיך הין און צוריק

כאָר:

לאַכט דער ווינט אין קאָרן,

לאַכט און לאַכט און לאַכט,

לאַכט ער אָפּ אַ טאָג אַ גאַנצן

מיט אַ האַלבע נאַכט.

דאָנאַ, דאָנאַ, דאָנאַ,…

שרייַט דאָס קעלבל, זאָגט דער פּױער:

װער זשע הײסט דיר זײַן אַ קאַלב?

װאָלסט געקענט דאָך זײַן אַ פֿױגל,

װאָלסט געקענט דאָך זײַן אַ שװאַלב.

כאָר

בידנע קעלבער טוט מען בינדן

און מען שלעפּט זײ און מען שעכט,

װער ס'האָט פֿליגל, פֿליט אַרױפֿצו,

איז בײַ קײנעם ניט קיין קנעכט.

כאָר

- 영어 (코데쉬 앤 슈바르츠 번역)

On a wagon bound for market

there's a calf with a mournful eye.

High above him there's a swallow,

winging swiftly through the sky.

Chorus:

How the winds are laughing,

they laugh with all their might.

Laugh and laugh the whole day through,

and half the summer's night.

Donna, Donna, Donna, Donna; Donna, Donna, Donna, Don.

Donna, Donna, Donna, Donna; Donna, Donna, Donna, Don.

"Stop complaining!" said the farmer,

"Who told you a calf to be?

Why don't you have wings to fly with,

like the swallow so proud and free?"

Chorus:

Calves are easily bound and slaughtered,

never knowing the reason why.

But whoever treasures freedom,

like the swallow has learned to fly.

Chorus:
- 한국어 번역

시장 가는 마차 위에

슬픈 눈의 송아지 있었네

그 머리 위 높이 제비 한 마리

부드럽게 하늘을 나르네

후렴:

바람은 어찌나 웃는 지

있는 힘껏 웃는데

하루 종일 웃더군

한 여름날 밤까지

도나 도나 도나…

"불평 말렴" 농부가 말했지

"누가 송아지로 태어나라든?

왜 넌 날아갈 날개가 없니

저 자랑스런 자유로운 제비처럼?"

후렴:

송아지는 던져저 죽임을 당했네

아무런 영문도 모른 채

하지만 그 누가 자유를 지니나

날아가는 법 배운 제비처럼.

후렴: